# Svazek tajného spolupracovníka
Svazek tajného spolupracovníka nebo spis tajného spolupracovníka v Státní bezpečnosti může být:
- Svazek rezidenta
- Svazek informátora
- Svazek agenta nebo agenturní svazek
- Svazek konspiračního bytu
- Svazek držitele propůjčeného bytu